# 워드 우드
워드 우드(Ward Wood, 1924년 4월 8일 ~ 2001년 11월 3일)는 미국의 배우, 텔레비전 배우, 각본가이다.
로스앤젤레스에서 태어났으며 샌타모니카에서 사망하였다.

## 영화
- 벤 케이시 (1961년)
- 서부의 파라딘 (1957년)
- 베스트 씽스 인 라이프 알 프리 (1956년)
- 딜론 보안관 (1955년)
- 용감한 페이건 (1952년)
- 위스퍼링 스미스 (1948년)
- 성난 파도 (1948년)
- 에어 포스 (1943년)